# Hôtel Duprat
L'hôtel Duprat ou hôtel de Béthune Sully est un hôtel particulier situé à Paris en France.

## Localisation
Il est situé au no 60 de la rue de Varenne, dans le 7e arrondissement de Paris.

## Historique
Il a été construit pour Charlotte Angélique de Bourgoin, veuve, depuis seize ans, d'Antoine-Bernard du Prat, marquis de Formeries. En 1719, elle achète en commun avec sa mère, sa sœur et son beau-frère des terrains dans une portion comprise entre la rue de Varenne et la rue de Grenelle. Au moment de diviser la parcelle, elle choisit un terrain en bordure de la rue de Varenne afin d'édifier son Hôtel particulier. Les travaux de l'hôtel sont exécutés selon les dessins de l'architecte Jean Baptiste Leroux. Deux campagnes de construction sont effectuées en 1720, puis en 1722. Il est assisté pour la décoration par le sculpteur Nicolas Pineau. Le bâtiment est alors constitué d'un corps central comportant le passage cocher, un premier étage ainsi qu'un second en mansarde, une aile de même auteur et des écuries.
L'aile gauche est modifiée en 1732 par Pierre Boscry sous demande de la marquise du Prat. Elle est mécontente des prestations de Leroux a qui elle reproche son choix des pièces de bois de la charpente ayant mené au pourrissement des poutre seulement 10 ans après la construction. L'entrepreneur chargé de ces nouveaux travaux est Charles Boscry, le père de l'architecte.
L'hôtel est vendu par les descendants de la comtesse du Prat à Charles-François-Christian Montmorency-Luxembourg, prince Tingry, duc de Beaumont qui meurt en 1787,. Son fils, Christian de Montmorency-Luxembourg, duc de Beaumont, en est le seul hériter. Cependant la succession n'est pas liquidée avant la révolution, certains des biens sont saisis et revendus en tant que bien national. Il part en exil, quand il revient en l'an X l'hôtel n'a pas été vendu mais cependant appartient aux créanciers de son père, il doit alors le racheter. Il meurt en 1817, léguant son hôtel à son fils, Anne-Christian de Montmorency-Luxembourg, duc de Beaumont.
Il est racheté en 1857 par Charles-Louis-François, duc de Béthune-Sully,. Il appartient ensuite à la comtesse d’Hinnisdal puis au comte Henri d'Hinnisdal,,.
La dernière propriétaire de l'hôtel est la marquise d'Andigné, il est aujourd'hui divisé en plusieurs appartements répartis entre plusieurs propriétaires.

## Description
Côté rue, l'hôtel possède une porte surmontée d’un cartouche entouré de feuillages. Le cartouche porte les initiales « MLC », certainement en référence à un des membres de la famille Montmorency-Luxembourg, propriétaires des lieux avant les Béthune-Sully.    

Façade avec fronton, ferronneries, porte monumentale avec décorations boisées. Le bâtiment est composé 3 étages. La cour est pavée avec petit jardins en son fond, présence de dépendances.

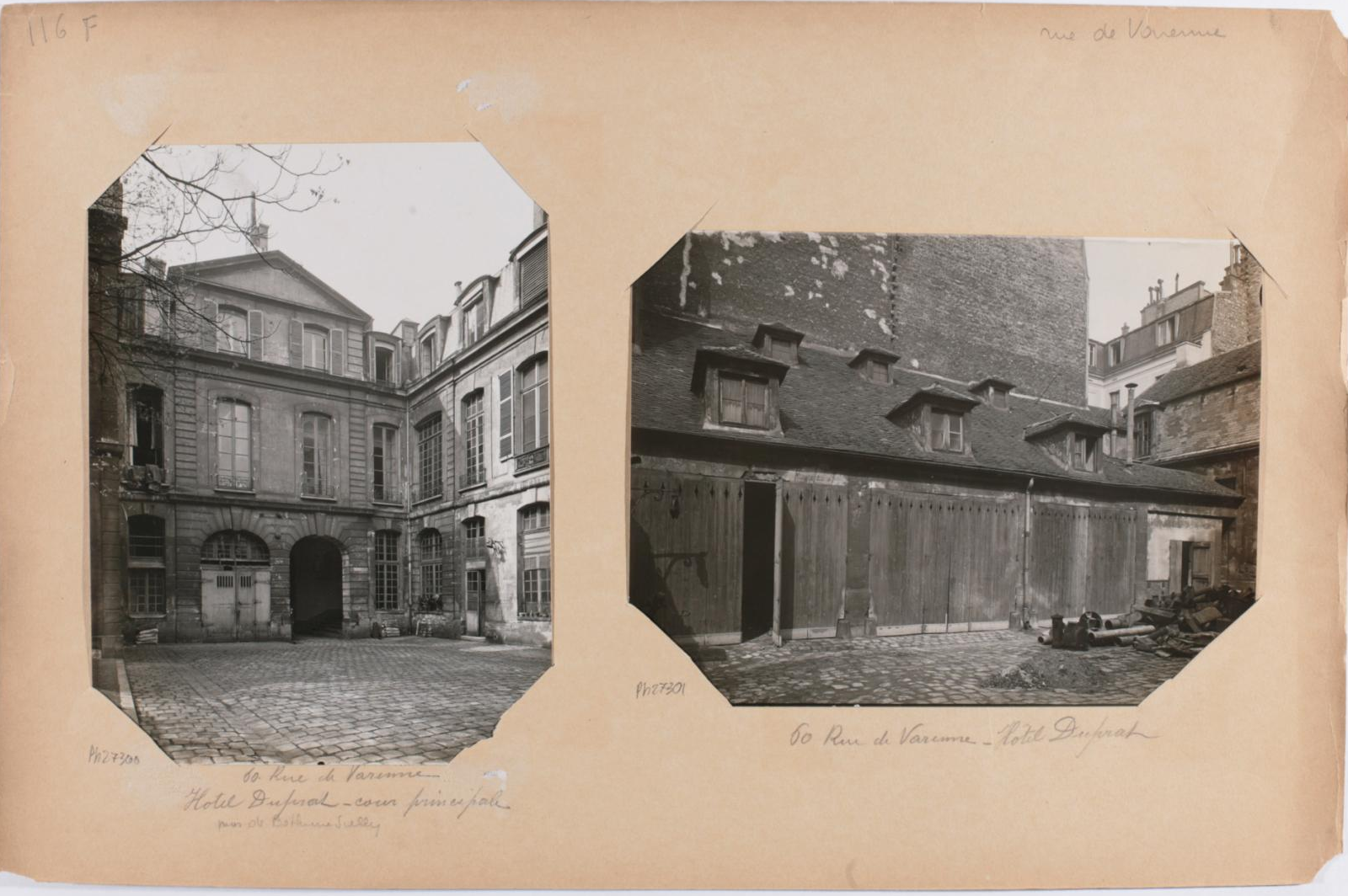
Cour intérieure de l'hôtel Duprat en 1918.
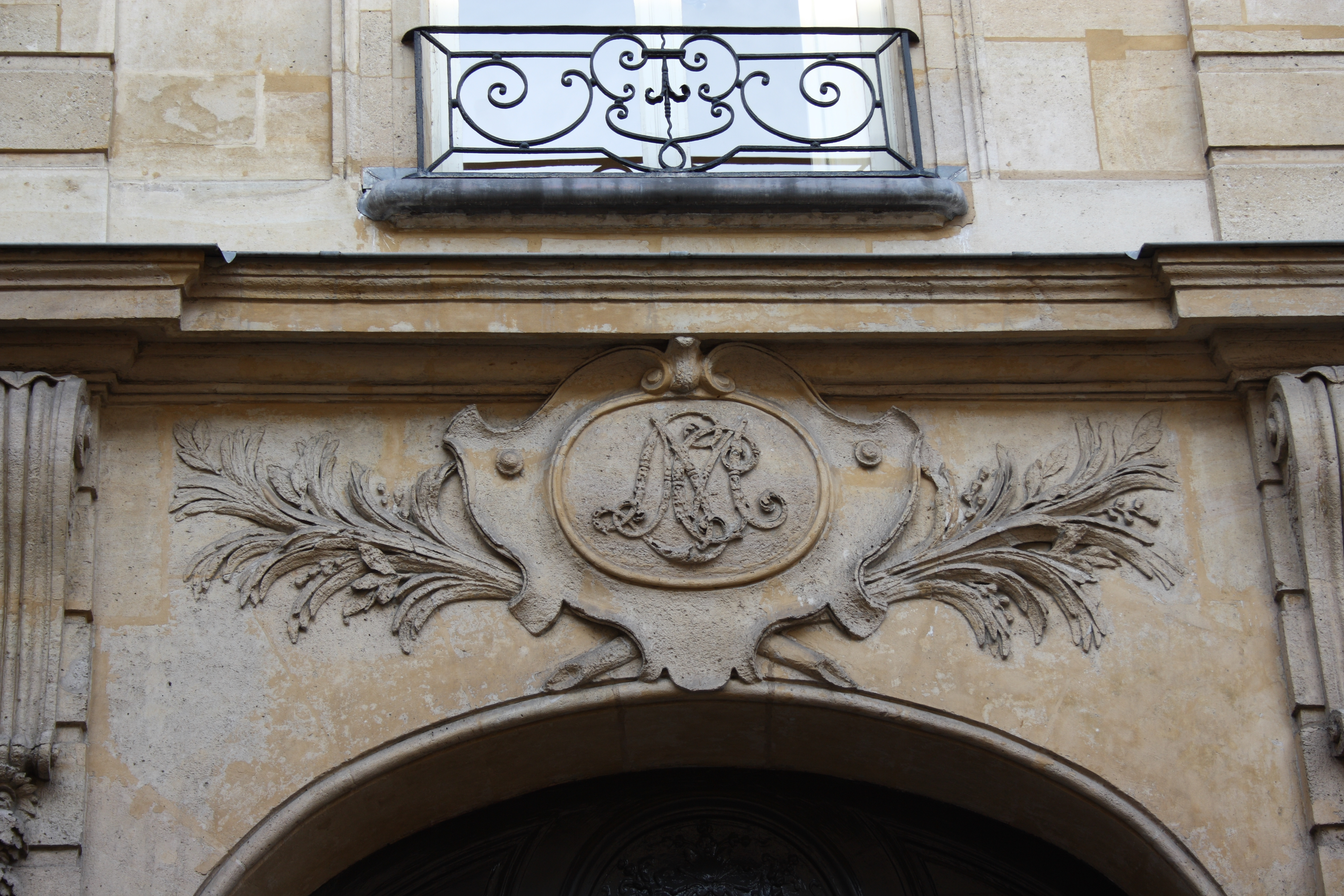
Détail du cartouche sculpté au dessus de la porte cochère.

## Parties protégées
Les parties suivantes de l'édifice ont été inscrites monument historique :
- La façade sur rue (vantaux de la porte compris) et la façade sur cour (inscription par arrêté du 9 juillet 1926).
- Salon, salle à manger et chambre à boiseries (inscription par arrêté du 10 août 1949)[12], propriété de Pierre Sauvage, propriétaire de Casa Lopez.